# 호러스 그릴리
호러스 그릴리(Horace Greeley, 1811년 2월 3일 ~ 1872년 11월 29일)은 미국 저명한 신문사의 편집자이고 진보적인 공화당의 창설자, 사회개혁가, 정치인이었다.
그가 활동했던 《뉴욕트리뷴》 지는 1840년대부터 1870년대에 미국에서 가장 영향력 있는 신문이었으며, 당시 가장 위대한 편집자로 그 릴리의 명성을 확립했다. 릴리는 그 명성을 통해 휘그당과 공화당을 창설하여 노예제 폐지 운동과 많은 개혁 운동도 제창했다. 율리시스 그랜트의 공화당 정권이 부패했을 때는 그 반대 운동을 단행했고, 1872년 미국 대통령 선거에서는 새로운 진보 공화당 대통령 후보가 되었다. 이 때 민주당의 지지도 얻었음에도 불구하고 대패를 당했다. 그릴리는 미국의 주요 정당 대통령 후보자 중 선거전 중에 사망한 유일한 사람이다. 뉴욕 주립 대학교 스토니브룩 캠퍼스의 기숙사는 그릴리를 따서 명명되었다.

## 어린 시절
1811년 2월 3일, 그릴리는 뉴햄프셔 애머스트에서 가난한 농부 자쿠스와 메리 릴리 부부의 아들로 태어났다. 필립스 엑서터 아카데미(기숙 중등교육 학교)의 장학금은 거절하고, 14세에 학교를 떠났다. 버몬트 이스트 포울트니의 《더 노던 스펙테이터》의 편집자로서 도제 수업을 시작했고, 1831년에 편집자로서 돈을 벌기 위해 뉴욕 시로 이사를 갔다. 3년 후, 《이브닝 포스트》와 다른 여러 신문을 인쇄하는 일을 했고, 그것으로 주간지 《뉴요커》를 창설한 충분한 자금을 모았다. 1840년에는 위그당 선거 홍보주간지 《로그 캐빈》을 출간했다.
1836년 7월 5일, 그릴리는 노스캐롤라이나 워렌턴에서 간헐적인 여성참정권론자였던 메리 체니 그릴리와 결혼했다. 아내와 보내는 시간은 가능한 적게 하고, 뉴욕에 있을 때는 아내와 보내기보다는 하숙집에서 자는 것을 선택했다. 부부 사이에 태어난 7명의 자녀 중 단 2명만이 성인이 되었다.

## 뉴욕트리뷴

### 휘그당
1838년, 휘그당의 정치 지도자들이 그릴리를 선택하여 전국적인 선거운동용 신문 《제퍼소니언》(Jeffersonian)을 편집 발행하게 했으며 그 발행 부수는 15,000부에 달했다. 휘그당의 지도자 윌리엄 H. 수어드는 그릴리를 “그의 정치적 관점이나 이론은 사회적 유용성에는 다소 모자라지만, 그것만보면 매우 명료하고, 독창적이며, 결단력이 있다.”고 평했다. 1840년, 그릴리는 주요 선거운동용 신문 《로그 캐빈》을 편집했으며, 발행 부수는 전국적으로 90,000부에 이르렀고, 휘그당 윌리엄 헨리 해리슨을 대통령에 당선시키도록 도움을 주었다. 1841년, 그릴리는 그의 신문을 《뉴욕트리뷴》과 합병했다. 이것은 ‘위대한 도덕 기관’(Great Moral Organ)으로 알려지게 되었다. 이 신문은 곧 대도시에서 선도적 휘그당 신문로 성공했다. 그 주간지 판은 전국적으로 수만 부의 구독자에 달했다. 그릴리는 평생 ‘트리뷴’의 편집자였으며, 그것을 자신의 모든 주장하는 펼치는 발판으로 이용했다. 역사가인 앨런 네빈스는 다음과 같이 설명하고 있다.
| “ | 트리뷴은 좋은 소재와 높은 도덕적 기준, 그리고 지적인 어필을 뉴스에 담아 에너지를 결합시킴으로써 미국의 저널리즘에 새로운 기준을 설정했다. 경찰 조서, 스캔들, 의심스런 의료 광고와 경박한 사람들은 그 지면에서 제외됐다. 사설은 활발했지만, 일반적으로 절도가 있었다. 정치 뉴스는 마을에서 가장 정확했다. 서평이나 책의 발췌가 많았다. 또한 장기 강사로서의 그릴리는 강의에 많은 공간을 할애했다. 이 신문은 상당수의 사려 깊은 사람들에게 호소했다. | ” |
|   | — Nevins, Dictionary of American Biography (1931) |   |

그릴리는 모든 사회 문제에 급진적인 자세를 취하는 것에 자부심을 느끼고 있었다. (그의 제안을 따르는 독자는 많지 않았지만) 유토피아는 그를 매료시켰다. 앨버트 브리즈번에 영향을 받았기 때문에, 그는 샤를 푸리에의 공상적 사회주의를 표방했다. 1850년대 초기에는 잡지 유럽 특파원으로 칼 막스(와 프리드리히 엥겔스)도 있었다. 그릴리는 〈홈스테드 법〉을 포함한 농업 개혁을 제창했다. 1848년에는 데이비드 S. 잭슨 의원의 추방에 따른 공석을 채우기 위해 휘그당원으로 제30대 미국 의회 의원에 선정되었고, 1848년 12월 4일에서 1849년 3월 3일까지 의원직을 맡았다.
그릴리는 개척자들에 대해서 자유주의 정책을 지지했다. 1865년 7월 13일 사설에서 “서부로가는 젊은이여! 서부로 가서 이 나라와 함께 성장하라!”고 유명한 호소했다. 이 문구는 원래 존 솔레에 의해 1851년에 ‘테레 호트 익스프레스’(Terre Haute Express)에 적힌 문구라고 주장하는 사람이 있지만 그릴리의 것이라고 하는 쪽이 많다. 역사가 월터 A. 맥도걸은 아이오와의 그리넬 대학의 창시자 조시아 부쉬넬 그리넬의 “내가 그릴리가 처음 말했던 젊은이였다!"는 말을 인용하고 있다. 이것은 1925년 영화 ‘고 웨스트’에서도 다루어졌다.
그릴리는 일하는 사람의 변호인으로 모든 종류의 독점 기업을 공격했고, 철도 회사의 토지 특허를 부정했다. 산업은 모든 사람을 부유하게 할 것이고, 높은 관세를 권장했다. 채식주의를 옹호하고, 음주에 반대했으며, 어떤 사람이 주장하는 어떠한 ‘주의’도 관심있게 지켜봤다. ‘트리뷴’이 이처럼 성공한 것은 훌륭한 기자에 의해 매우 잘 쓰여진 광범위한 뉴스의 해설과 함께, 정교한 작성자의 특집 기사가 있었다. 그릴리는 뉴스 가치나 보고의 질을 잘 판단하는 사람이었다.
그릴리는 유별함으로 유명한 사람이었다. 그는 가장 더운 날에도 정장을 고집했으며, 항상 우산을 가지고 다녔다. 그는 심령술과 관상(골상학)에도 관심을 가지고 있었다.

### 공화당

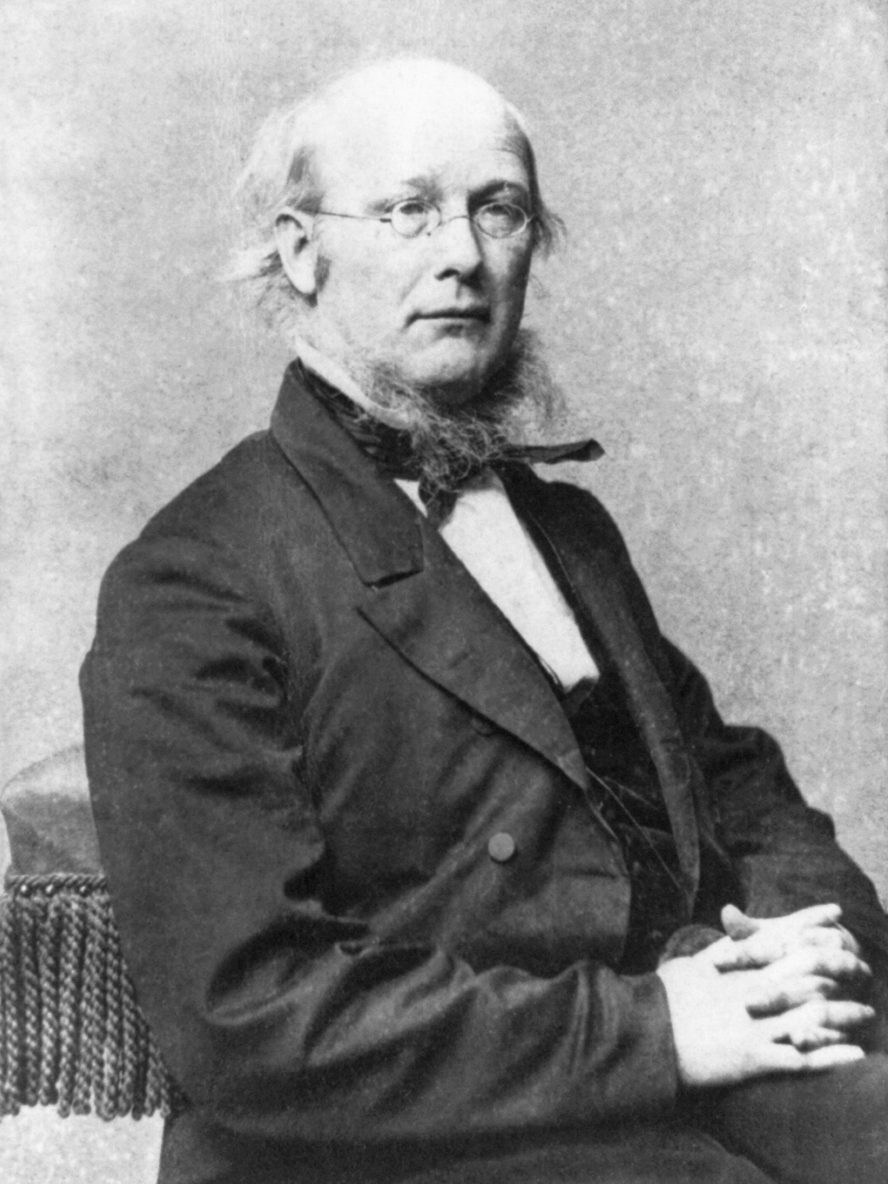
호러스 그릴리

1854년에 공화당이 새롭게 결성되었을 때, 그릴리는 ‘트리뷴’을 비공식적 전국적 기관으로 많은 페이지를 할애하여 노예제도의 확대와 노예 권력과 싸웠다. 남북 전쟁 직전 전국의 구독자수는 30만부에 달했다. 1860년 미국 대통령 선거의 공화당 대통령 후보 경선에서는 미주리주 전 휘그당원 에드워드 베이츠를 지지했고, 이러한 행동으로 오랜 동맹 관계였던 상대 후보자 수어드와의 관계를 약화시켰다.
그릴리는 "트리뷴"을 노예 권력, 즉 노예 소유자들에 의한 연방 정부의 지배를 자유의 추구를 저해하는 음모로 간주하여 반대하는 선도적인 신문으로 만들었다. 1861년 분리의 위기 때 미국 연합국 대해 강경 노선을 취했다. 이론적으로는 남부가 독립을 선언할 수 있다고 동의했지만, 실제로는 ‘권력을 잡으려고 하는 음모를 품은 폭력적이고, 뻔뻔한 자포자기의 소수자’가 있으며, 분리는 연방의 힘을 반토막 내려는 불법적인 음모라고 말했다. 그릴리는 전쟁 도중 공화당 급진파의 입장에 서서, 링컨의 중용 노선에 반대했다. 1862년 여름, ‘2천만명의 기도’라는 제목의 사설을 통해 남군에 대한 보다 적극적인 공격과 발 빠른 노예 해방을 요구했다. 1개월 후 링컨이 노예 해방 선언을 하자 환호로 답했다.
1860년 이후 그릴리는 점차 ‘트리뷴’의 운영의 지배력을 잃고, 논설을 쓰는 횟수도 줄어들고 있었지만, 1864년에 링컨의 재선 가능성에 대해서는 부정적 입장을 표명했고, 그 논설이 재판되었을 때 전국적인 반향이 일어났다. 이상하게도 1863년부터 1864년 휴전 정책도 지지했으며, 카퍼헤즈 (북부 휴전주의자)와 논쟁에 휘말려 미합중국 연합군과의 타협의 가능성을 주장했다. 링컨은 아연실색했지만, 남군이 거부할 것이라고 알면서도 그릴리를 휴전 중재 위원으로 지명해 그릴리의 허를 찔렀다.

## 역대 선거 결과
| 선거명        | 직책명                    | 대수 | 정당       | 득표율 | 득표수 (선거인단) | 결과 | 당락                 |
| ------------- | ------------------------- | ---- | ---------- | ------ | ----------------- | ---- | -------------------- |
| 1848년 재선거 | 하원의원 (뉴욕 제6선거구) | 30대 | 휘그당     | 53.74% | 9,932표           | 1위  | 뉴욕주 하원의원 당선 |
| 1866년 선거   | 하원의원 (뉴욕 제4선거구) | 40대 | 공화당     | 21.09% | 3,743표           | 2위  | 낙선                 |
| 1870년 선거   | 하원의원 (뉴욕 제6선거구) | 42대 | 공화당     | 47.10% | 8,203표           | 2위  | 낙선                 |
| 1872년 선거   | 미국의 대통령             | 18대 | 자유공화당 | 43.90% | 2,834,761표 (3명) | 4위  | 낙선                 |

## 참고 자료

### 1자 사료
- An Address on Success in Business (1867)
- Greeley, Horace. The American Conflict: A History of the Great Rebellion in the United States of America, 1860-64 Vol. I (1864) Vol. II (1866)
- Greeley, Horace. Recollections of a Busy Life (1868)
- Greeley, Horace. Essays Designed to Elucidate The Science of Political Economy, While Serving To Explain and Defend The Policy of Protection to Home Industry, As a System of National Cooperation For True Elevation of Labor, Boston: Fields, Osgood a Co., 1870

### 2차 사료
- Cross, Coy F., II. Go West Young Man! Horace Greeley's Vision for America. U. of Mexico Press, 1995. 165 pp. online edition
- Downey, Matthew T. "Horace Greeley and the Politicians: The Liberal Republican Convention in 1872," The Journal of American History, Vol. 53, No. 4. (Mar., 1967), pp. 727–750. in JSTOR
- Durante, Dianne, Outdoor Monuments of Manhattan: A Historical Guide (New York University Press, 2007): discussion of Greeley and the 2 memorials to him in New York.
- Lunde, Erik S. Horace Greeley (Twayne's United States Authors Series, no. 413.) Twayne, 1981. 138 pp.
- Lunde, Erik S. "The Ambiguity of the National Idea: the Presidential Campaign of 1872" Canadian Review of Studies in Nationalism 1978 5(1): 1-23. ISSN 0317-7904
- McDougall, Walter A. Throes of Democracy: The American Civil War Era, 1829-1877 (Harper Collins, 2008)
- Nevins, Allan. "Horace Greeley" in Dictionary of American Biography (1931).
- Parrington, Vernon L. Main Currents in American Thought (1927), II, pp. 247–57. online edition
- Robbins, Roy M., "Horace Greeley: Land Reform and Unemployment, 1837-1862," Agricultural History, VII, 18 (January, 1933).
- Rourke, Constance Mayfield ; Trumpets of Jubilee: Henry Ward Beecher, Harriet Beecher Stowe, Lyman Beecher, Horace Greeley, P.T. Barnum (1927). online edition
- Schulze, Suzanne. Horace Greeley: A Bio-Bibliography. Greenwood, 1992. 240 pp.
- Seitz, Don C. Horace Greeley: Founder of the New York Tribune (1926) online edition
- Van Deusen, Glyndon G. Horace Greeley, Nineteenth-Century Crusader (1953), standard biography online edition
- Weisberger, Bernard A. "Horace Greeley: Reformer as Republican" . Civil War History 1977 23(1): 5-25. ISSN 0009-8078
- Robert C. Williams.  Horace Greeley: Champion of American Freedom (2006)
- Lauren Keach Lessing (2006). 《Presiding Divinities: Ideal Sculpture in Nineteenth-Century American Domestic Interiors》. Ph.D. dissertation: Indiana University.